# Uvarus lorenzoi
Uvarus lorenzoi är en skalbaggsart som beskrevs av Bilardo och Rocchi 2008. Uvarus lorenzoi ingår i släktet Uvarus och familjen dykare. Inga underarter finns listade i Catalogue of Life.